# 109 Piscium b
109 Piscium b (en abrégé : 109 Psc b), aussi connue comme HD 10697 b, est une planète extrasolaire (exoplanète) en orbite autour de l'étoile 109 Piscium (HD 10697), une sous-géante jaune située à une distance d'environ 106 années-lumière du Soleil, dans la constellation zodiacale des Poissons.
Détectée par le satellite Hipparcos de l'Agence spatiale européenne, sa découverte, par la méthode spectroscopique des vitesses radiales, a été annoncée en 2000.

## Désignation
HD 10697 b a été sélectionnée par l'Union astronomique internationale pour la procédure NameExoWorlds, consultation publique préalable au choix de la désignation définitive de 305 exoplanètes découvertes avant le 31 décembre 2008 et réparties entre 260 systèmes planétaires hébergeant d'une à cinq planètes. La procédure, qui a débuté en juillet 2014, s'achèvera en août 2015, par l'annonce des résultats, lors d'une cérémonie publique, dans le cadre de la XIXe Assemblée générale de l'Union qui se tiendra à Honolulu (Hawaï).